# Discographie des White Stripes
La discographie des White Stripes, groupe de rock alternatif américain, se compose de six albums studio, d'un album live et de vingt-huit singles. Le duo, Meg et Jack White, s'est formé en 1997 avant de se séparer en 2011.

## Albums

### Albums studio
| Année | Album               | Charts               | Charts                 | Charts            | Charts               | Charts                                           | Charts                 |
| Année | Album               | Drapeau de la France | Drapeau de la Belgique | Drapeau du Canada | Drapeau de la Suisse | :fr:Drapeau du Royaume-UniDrapeau du Royaume-Uni | Drapeau des États-Unis |
| ----- | ------------------- | -------------------- | ---------------------- | ----------------- | -------------------- | ------------------------------------------------ | ---------------------- |
| 1999  | The White Stripes   | 159                  | -                      | -                 | -                    | 197                                              | -                      |
| 2000  | De Stijl            | 164                  | -                      | -                 | -                    | -                                                | -                      |
| 2001  | White Blood Cells   | 114                  | -                      | -                 | -                    | 58                                               | 61                     |
| 2003  | Elephant            | 21                   | -                      | -                 | 6                    | 1                                                | 6                      |
| 2005  | Get Behind Me Satan | 7                    | -                      | 3                 | 8                    | 3                                                | 3                      |
| 2007  | Icky Thump          | 9                    | 2                      | 2                 | 5                    | 1                                                | 2                      |

### Album live
| Année | Album                             | Charts               | Charts                 | Charts            | Charts               | Charts                                           | Charts                 |
| Année | Album                             | Drapeau de la France | Drapeau de la Belgique | Drapeau du Canada | Drapeau de la Suisse | :fr:Drapeau du Royaume-UniDrapeau du Royaume-Uni | Drapeau des États-Unis |
| ----- | --------------------------------- | -------------------- | ---------------------- | ----------------- | -------------------- | ------------------------------------------------ | ---------------------- |
| 2010  | Under Great White Northern Lights | ?                    | ?                      | ?                 | ?                    | ?                                                | 11                     |

## Singles
| Année | Chanson                                                  | Charts               | Charts            | Charts                                           | Album studio        |
| Année | Chanson                                                  | Drapeau de la France | Drapeau du Canada | :fr:Drapeau du Royaume-UniDrapeau du Royaume-Uni | Album studio        |
| ----- | -------------------------------------------------------- | -------------------- | ----------------- | ------------------------------------------------ | ------------------- |
| 1999  | The Big Three Killed My Baby                             | -                    | -                 | -                                                | The White Stripes   |
| 2000  | Hello Operator                                           | -                    | -                 | -                                                | De Stijl            |
| 2001  | Hotel Yorba                                              | -                    | -                 | 26                                               | White Blood Cells   |
| 2002  | Fell in Love with a Girl                                 | -                    | -                 | 21                                               | White Blood Cells   |
| 2002  | Dead Leaves and the Dirty Ground                         | -                    | -                 | 25                                               | White Blood Cells   |
| 2002  | We're Going to Be Friends                                | -                    | -                 | -                                                | White Blood Cells   |
| 2003  | Seven Nation Army                                        | -                    | -                 | 7                                                | Elephant            |
| 2003  | I Just Don't Know What to Do with Myself                 | -                    | -                 | 13                                               | Elephant            |
| 2003  | The Hardest Button to Button                             | -                    | -                 | 23                                               | Elephant            |
| 2003  | There's No Home for You Here                             | -                    | -                 | -                                                | Elephant            |
| 2005  | Blue Orchid                                              | 67                   | 1                 | 21                                               | Get Behind Me Satan |
| 2005  | My Doorbell                                              | -                    | 39                | 10                                               | Get Behind Me Satan |
| 2005  | The Denial Twist                                         | -                    | -                 | 10                                               | Get Behind Me Satan |
| 2007  | Icky Thump                                               | 83                   | 29                | 2                                                | Icky Thump          |
| 2007  | You Don't Know What Love Is (You Just Do As You're Told) | -                    | -                 | -                                                | Icky Thump          |
| 2007  | Conquest                                                 | -                    | -                 | -                                                | Icky Thump          |